# Sternwarte Ependes
Die Sternwarte Ependes (Observatory code A13) ist eine Schul- und Volkssternwarte bei Ependes in der Schweizer Gemeinde Bois-d’Amont im Kanton Freiburg. Sie liegt auf 700 m Meereshöhe und wird von der gemeinnützigen Stiftung Robert A. Naef getragen. Die Tagesgeschäfte führt der lokale Astroverein Freundinnen und Freunde der Sternwarte Ependes.
Das Observatorium birgt unter seiner 4-m-Kuppel einen antiken Refraktor und hat im angrenzenden Flachbau einen kleinen Seminar- und Nebenräume. Unter dem Schiebedach befinden sich zwei Spiegelteleskope: ein Celestron 14 und ein Hypergraph (50 cm). Daneben befindet sich ein Coelostat, welcher das Sonnenlicht in das Untergeschoss sendet. Das Observatorium ist jeden Freitagabend gratis fürs Publikum geöffnet. Die Schulen im Kanton Freiburg haben spezielle Besuchsmöglichkeiten, Ferienpass-Besitzer und Gruppen können die Sternwarte am Mittwoch- oder Samstagabend reservieren. In der Nähe wurde auch ein Planetenweg angelegt.